# Artakioi
Artakioii (greacă: Ἀρτακοί, alte denumiri Artakai sau Artakoi) au fost un trib traco-moesian.